# Jenny Velander
Jenny Maria Vilhelmina Velander, född Richter 27 juni 1866 i Färlöv, Kristianstads län, död 30 november 1938 i Sankt Görans församling i Stockholm, var en svensk pedagog, kommunalpolitiker och kvinnorättskämpe. Hon var mor till professor Edy Velander och styvmor till läkaren Frans Velander.

## Biografi
Velander, som var officersdotter, genomgick Högre lärarinneseminariet 1883–1886 och bedrev pedagogiska studier i Danmark och Frankrike. Hon var 1886–1894 verksam som lärarinna vid högre flickskolor i Karlskrona, Göteborg och Jönköping. Hon gifte sig med läkaren Edvard Velander 1893, men blev änka redan året därpå. Hon fick 1895 anställning som adjunkt och 1919 som lektor vid folkskollärarinneseminariet i Skara, där hon utövade en betydelsefull pedagogisk verksamhet. Särskilt inriktade hon sig på metodiken för undervisningen i modersmålet, ett ämne inom vilket hon publicerade flera mycket använda läroböcker. Hon var även verksam genom föredrag och tal i folkbildningssyfte, i nykterhetsfrågan och i politiska ämnen. 
1902 bildade Velander i Bollnäs en lokalavdelning av Frisinnade landsföreningen, och var 1903–1908 sekreterare i Röda korsets lokalavdelning i Skara. Från 1914 var hon ledamot av stadsfullmäktige i Skara. Vid fredskongressen i Varberg 1915, var Velander den enda kvinnliga talaren. Hennes tal var första programpunkten för kongressen.
Velander var en av de ledande medlemmarna i den svenska organisationen Landsföreningen för kvinnans politiska rösträtt (LKPR) som ledamot av dess centralstyrelse från 1903.
Velander skrev om kvinnofrågor i tidskrifter som Idun, Tidevarvet och Rösträtt för kvinnor, men även under senare delen av sitt liv antisemitiska artiklar i Nya dagligt allehanda.